# Иркутско-Черемховская равнина
Ирку́тско-Черемхо́вская равни́на — предгорная равнина на юге Иркутской области, примыкающая с северо-востока к подножию Восточного Саяна. Часть Среднесибирского плоскогорья. На севере и северо-западе ограничена южной оконечностью Ангарского кряжа, на севере — западной окраиной Лено-Ангарского плато.

## Рельеф
Иркутско-Черемховская равнина представляет собой краевой прогиб Среднесибирского плоскогорья, с характерным холмисто-увалистым рельефом. Плоские поверхности междуречий имеют абсолютную высоту 550—650 м. На северо-западе, в районе города Тулуна, высоты увеличиваются до 650—725 м. Ближе к горам Восточного Саяна вдоль рек располагаются болотистые равнины с абсолютными высотами 500—520 м. На дне долин крупных рек минимальные отметки падают до 400—420 м. Таким образом, относительные высоты составляют 120—150 м .

## Строение недр
Территория сложена осадочными породами, среди которых широко распространены бескарбонатные песчаники, алевролиты и аргиллиты и редко известняки, а также красноцветные карбонатно-силикатные отложения.

## Климат
Климатические показатели изменяются в зависимости от широтного положения и абсолютной высоты. Сумма температур более 10° составляет 1600—1700°, среднегодовое количество осадков в пределах 350—500 мм. В первой половине лета недостаточным увлажнением характеризуется большая часть территории. Условия для сквозного промачивания появляются только в конце августа и в начале сентября.

## Почвы
Почвенный покров Иркутско-Черемховской равнины представлен дерново-подзолистыми, дерново-карбонатными, дерновыми лесными, серыми лесными почвами и чернозёмами.
Дерново-подзолистые почвы развиваются под пологом светлохвойных (сосновых, лиственничных) и мелколиственных (осиновых, березовых), травяных, мохово-травяных и бруснично-травяных лесов. Основные особенности дерново-подзолистых почв региона — относительно высокая степень аккумуляции перегноя и оснований в верхней части профиля, слабокислая, близкая к нейтральной реакция, значительное содержание первичных минералов, сложный и разнообразный состав вторичных.
Развитие дерново-карбонатных почв приурочено, как правило, к местам выхода на поверхность карбонатных пород — известняков и доломитов, преимущественно нижнекембрийских и красноцветных карбонатно-силикатных песчаников, аргиллитов, алевролитов и мергелей верхнекембрийского возраста, обусловливая особенности их морфологии и свойств.
Дерновые лесные почвы, наряду с дерново-подзолистыми, являются обязательным компонентом почвенного покрова травяных кустарниковых лесов. На плато и в горах они формируются на различных породах, занимая нижние части склонов.
Серые лесные почвы в основном распространены под сосновыми, лиственнично-сосновыми или мелколиственными травяными лесами.
Чернозёмы не образуют крупных массивов, а располагаются участками, чередующимися с серыми лесными и лугово-чернозёмными почвами. Выщелоченные чернозёмы являются преобладающим подтипом. Они формируются на рыхлых отложениях террас и склонов, подстилаемых юрскими и кембрийскими породами. Почвообразующими породами служат также лёссовидные суглинки буровато-палевого цвета различного происхождения, обогащенные карбонатами кальция и магния. Южные чернозёмы формируются на древних террасах, сложенных аллювиальными и делювиальными лёссовидными отложениями, под злаково-полынными ассоциациями.